# Marc Wright
Marcus Snowell (Marc) Wright (Chicago, 21 april 1890 – Reading, 5 augustus 1975) was een Amerikaanse atleet, die gespecialiseerd was in het polsstokhoogspringen. Hij had acht jaar lang het wereldrecord in handen.

## Loopbaan
Wright verbeterde op 8 juni 1912 het wereldrecord polsstokhoogspringen naar 4,02 m. Dit record was het eerste boven de vier meter en eveneens het eerste record in deze discipline dat door de IAAF werd erkend. Hij vertegenwoordigde de Verenigde Staten bij het polsstokhoogspringen op de Olympische Spelen van 1912 in Stockholm. Hij won samen met zijn landgenoot Frank Nelson een zilveren medaille met een beste poging van 3,85, achter de winnaar en Amerikaanse kampioen polsstokhoogspringen Harry Babcock, die tot 3,95 kwam.
Marc Wright studeerde in 1913 af aan het Dartmouth College.

## Palmares

### polsstokhoogspringen
- 1912:  OS - 3,85 m